# Leptothorax buschingeri
Leptothorax buschingeri är en myrart som beskrevs av Heinrich Kutter 1967. Leptothorax buschingeri ingår i släktet smalmyror, och familjen myror. IUCN kategoriserar arten globalt som sårbar. Inga underarter finns listade i Catalogue of Life.